# Ricardo López Felipe
Ricardo López Felipe, més conegut com a Ricardo (nascut a Madrid el 30 de desembre del 1971) és un exfutbolista madrileny que jugava com a porter, i actualment fa d'entrenador de futbol. Va ser internacional amb la selecció espanyola.